# Urbari

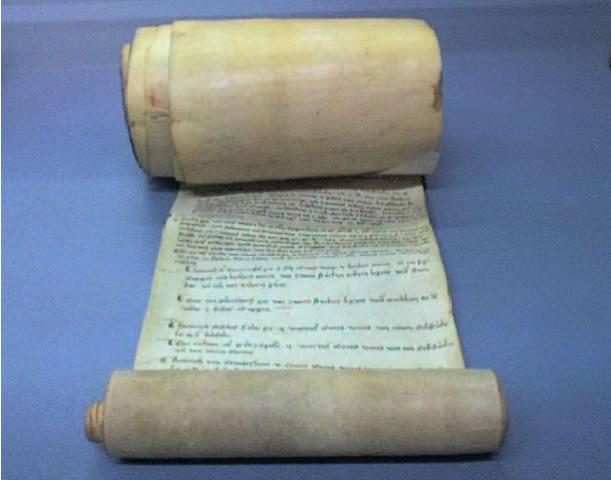
Rotlle de l'abadia de Säckingen de l'any 1310, escrit en alt alemany mitjà

Un urbari (alemany: Urbar; anglès: urbarium; també rental o rent-roll, polonès: urbarz; eslovac: urbár; hongarès: urbárium; llatí medieval: urbarium) és un registre de propietat del feu, que inclou els drets i el beneficis que té el titular del feu sobre els seus serfs i pagesos. És una important font econòmica i jurídica sobre el feudalisme, tant medieval com modern.
Els urbaris també s'utilitzaven per registrar el lloguer i la propietat dels terrenys. Segons la regió i els materials d'escriptura, aquestes llistes també rebien els següents noms: Salbuch, Berain, Heberegister, Erdbuch, Zins-Rödel o Rodel .

El terme prové de l'alt alemany antic ur-beran o de l'alt alemany mitjà erbern ("portar", "crear" o "ingrés derivat"). S'utilitzava amb finalitats econòmiques, administratives o legals com a directori de béns immobles, impostos i serveis que es devien a un propietari (com ara un monestir o bé un noble). Les pàgines d'un urbari, que es podien copiar diverses vegades per crear-ne una còpia neta, o bé s'emmagatzemaven en forma de rotllo (alemany: Rödel) o bé es cosien per elaborar-ne un còdex. En els segles posteriors s'escrivien a mà en formularis preimpresos, com fou el cas de l'enquesta urbanística del Regne d'Hongria, ordenada per l'emperadriu Maria Teresa el segle xviii.

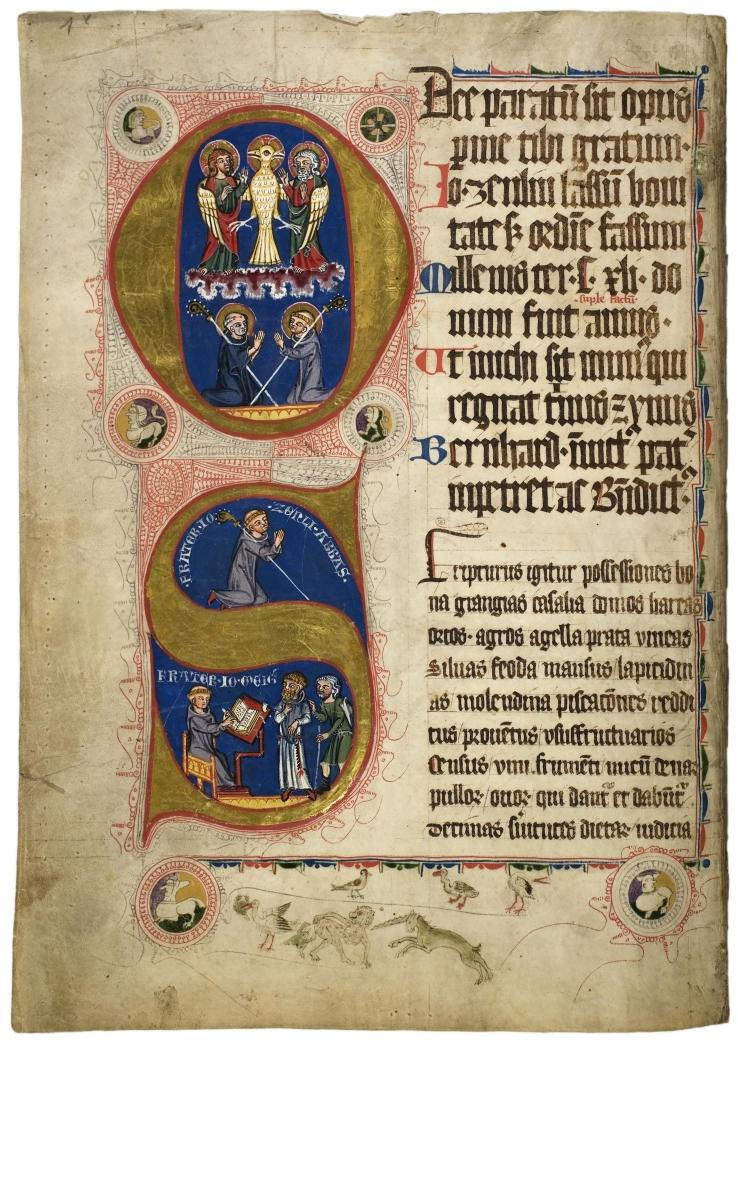
Portada del Tennenbacher Güterbuch (en llatí) del 1317-1341
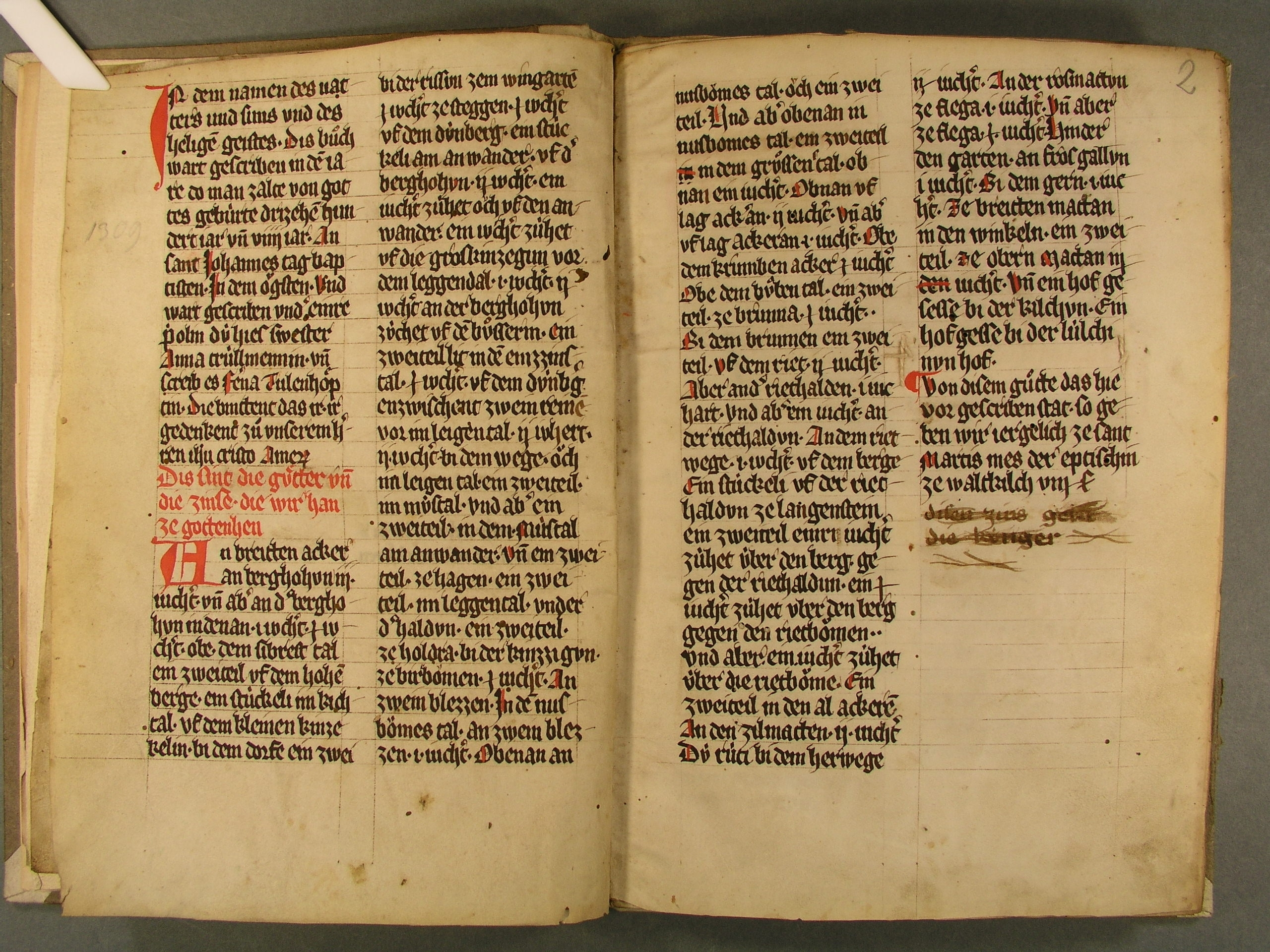
Còdex urbari del monestir dominicà de Santa Caterina a Friburg, començat el 1309 i escrit en alt alemany mitjà.